# Cassina Valsassina
Cassina Valsassina (Casìna in dialetto valsassinese, in origine semplicemente Cassina) è un comune italiano di 552 abitanti della provincia di Lecco in Lombardia.

## Geografia fisica
Il comune si sviluppa lungo un asse nord-sud, con il centro abitato posto nel lembo più settentrionale che crea una conurbazione unica con Cremeno e Moggio. Alle spalle dello stesso, in direzione sud, si apre la vallata di Mezzacca, ove è situata l'omonima frazione e dove la SP64, dopo aver attraversato l'abitato di Moggio, rientra nel territorio comunale percorrendone il versante orientale fino a raggiungere Culmine San Pietro, punto di chiusura della vallata, nonché il più alto e più meridionale del comune.

## Storia
Originariamente feudo dei Torriani, il territorio di Cassina seguì il destino del resto della Valsassina.
Aggregato a Cremeno sotto il fascismo, dal 1948 Cassina costituisce un'entità comunale autonoma.

### Simboli
Lo stemma del Comune di Cassina Valsassina è stato concesso con decreto del presidente della Repubblica dell'11 maggio 2005.
(D.P.R. 11.05.2004 concessione di stemma e gonfalone)
Il gonfalone è un drappo di azzurro.
La torre, già presente nello stemma dei Torriani, ricorda i fortilizi medievali risalenti alla dominazione di questa famiglia prima e dei Visconti poi, di cui si trovano ancora vestigia odierne, e nello specifico, la torre situata all'imbocco della strada per il Culmine di San Pietro e la località di Mezzacca, eretta a presidio di un'importante via di comunicazione commerciale e posizionata in modo da rimanere in comunicazione visiva con la Rocca di Baiedo a Pasturo.

## Monumenti e luoghi d'interesse

### Architetture civili
- Ruderi della torre dei Torriani[6]

### Architetture religiose
- L'oratorio di San Giovanni evangelista, alle dipendenze della chiesa di San Giorgio Martire di Cremeno, fu ampliato negli anni 1898-1899.[10] Internamente, la chiesa ospita una serie di affreschi di Luigi Tagliaferri; le pitture a fianco dell'altare raffigurano i santi Ambrogio e Rocco, mentre la volta dell'abside ospita le raffigurazioni di Dio Padre, dell'Assunzione di Maria e di San Giorgio.[10]

## Società

### Evoluzione demografica
- 238 nel 1722
- 254 nel 1805
- annessione a Barzio nel 1809
- 544 nel 1853
- annessione a Cremeno nel 1928
- 387 nel 1951

Abitanti censiti

## Comunità montana
Fa parte della Comunità Montana della Valsassina, Valvarrone, Val d'Esino e Riviera.